# Les Guerreaux
Les Guerreaux è un comune francese di 263 abitanti situato nel dipartimento della Saona e Loira nella regione della Borgogna-Franca Contea.

## Società

### Evoluzione demografica
Abitanti censiti